# Ingeborg Riehl
Ingeborg Riehl (* 14. November 1918 in Essen; † 14. August 2005 in Braunschweig) war eine deutsche Theaterschauspielerin und seit 1986 Ehrenmitglied des Staatstheaters Braunschweig, dessen Ensemble sie über 50 Jahre angehörte.

## Leben
Nach ihrer Schauspielausbildung an der Folkwang-Schule in Essen, debütierte Riehl 1938 als Gretchen in Goethes Faust. Eine Tragödie. 1939 heiratete sie den Schauspieler Hans Caninenberg, mit dem sie am 5.11.1943 ihre Tochter, Angelika Caninenberg, bekam. Nach der Scheidung heiratete sie 1946 ihren Kollegen Hanns Groth, mit dem sie an das Staatstheater Braunschweig wechselte, wo sie ab 1947 bis zu ihrem Karriereende Anfang der 2000er Jahre spielte. Aus der Ehe mit Hanns Groth ging am 23.12.1946 ein Sohn, Matthias Hirschel,  hervor. Während ihrer jahrzehntelangen Tätigkeit am Staatstheater Braunschweig hat sie immer mal wieder verlockende Angebote von anderen Theaterbühnen erhalten, blieb ihrem dankbaren Publikum in Braunschweig jedoch stets treu. Ingeborg Riehl stand in über zweihundert Inszenierungen in Essen, Neuss, Gießen, Krefeld, Hannover und Braunschweig auf der Bühne, so unter anderem als Blanche in Endstation Sehnsucht, als Temple Drake in Requiem für eine Nonne, als Martha in Wer hat Angst vor Virginia Woolf? oder auch als Mutter Courage. Neben ihrer Schauspieltätigkeit, war Ingeborg Riehl aufgrund ihrer hervorragenden Sprachtechnik auch als Rezitatorin und Hörfunksprecherin für Hörspiele tätig.

## Auszeichnungen
- [vor 1996] Niedersächsischer Verdienstorden[1]